# Oxfordshire and Buckinghamshire Light Infantry
L'Oxfordshire and Buckinghamshire Light Infantry était un régiment d'infanterie légère de la British Army (armée de terre britannique) qui a existé de 1881 à 1958, et a servi pendant la seconde guerre des Boers, la Première Guerre mondiale et la Seconde Guerre mondiale.
Le régiment a été formé à la suite des réformes Childers de 1881, une continuation des réformes Cardwell, par la fusion du 43e (Monmouthshire) régiment de fantassins (infanterie légère) et du 52e (Oxfordshire) régiment de fantassins (infanterie légère), formant les 1er et 2e bataillons de l'Oxfordshire Light Infantry le 1er juillet 1881. En 1908, dans le cadre des réformes Haldane, le titre du régiment a été modifié pour devenir le Oxfordshire and Buckinghamshire Light Infantry, communément abrégé en Ox and Bucks.
Après avoir servi dans de nombreux conflits et guerres, l'Ox and Bucks Light Infantry a été réduit, en 1948, à un seul bataillon de l'armée régulière et, le 7 novembre 1958, à la suite du Livre blanc sur la défense de 1957 de Duncan Sandys, il a été rebaptisé 1st Green Jackets (43rd and 52nd), faisant partie de la Green Jackets Brigade.

## Formation
Le régiment a été formé à la suite des réformes Childers de 1881, une continuation des réformes Cardwell, par la fusion du 43e (Monmouthshire) régiment de fantassins (infanterie légère) et du 52e (Oxfordshire) régiment de fantassins (infanterie légère), formant les 1er et 2e bataillons de l'Oxfordshire Light Infantry le 1er juillet 1881. Les anciens titres numériques des bataillons sont restés dans un usage non officiel. Dans le cadre de la formation du régiment, les unités de volontaires et de milice suivantes ont été placées sous le commandement du régiment :
- 3rd (King's Own Royal Buckinghamshire Militia) bataillon basé à High Wycombe
- 4ème bataillon (milice de l'Oxfordshire) basé à Oxford.
- [5ème] 1er bataillon de volontaires basé à Great Marlow, anciennement 1st Buckinghamshire Rifle Volunteer Corps.
- [6ème] 2ème bataillon de volontaires basé à Oxford, anciennement 2nd Oxfordshire Rifle Volunteer Corps.
- [7ème] 3e (université d'Oxford) bataillon de volontaires basé à l'université d'Oxford, anciennement 1st (université d'Oxford) Oxfordshire Rifle Volunteer Corps.
- [8ème] 4e (collège d'Eton) bataillon de volontaires basé au collège d'Eton, anciennement 2nd (collège d'Eton) Buckinghamshire Rifle Volunteer Corps.

## Opérations à travers l'Empire (1881-1914)
1er Bataillon

Le 43e Foot était basé en Birmanie lorsqu'il est devenu le 1er bataillon. En 1882, l'unité est transférée à Bangalore, en Inde. En 1887, le bataillon rentre au pays, basé à Parkhurst, en Angleterre. Il s'installe à Kinsale, en Irlande, en 1893 et, après avoir été basé dans d'autres régions d'Irlande, il retourne en Angleterre en 1898. En décembre 1899, la seconde guerre des Boers a commencé et le 1er bataillon est arrivé en Afrique du Sud pour y prendre part. Il a rendu de nombreux services au cours du conflit, notamment en portant secours à la garnison britannique assiégée de Kimberley et en participant à la défaite des Boers à Paardeberg en février. La guerre a fait rage pendant deux années supplémentaires ; le régiment a effectué de nombreux services pendant toute la durée du conflit. Les Oxfordshires sont rentrés au Royaume-Uni en septembre 1902, à la fin de la guerre, et ont été stationnés à Chatham. Ils ont été transférés en Inde l'année suivante, où ils ont été basés jusqu'au début de la Première Guerre mondiale en 1914.
2ème Bataillon

Le 52e d'infanterie légère est basé à Oxford, en Angleterre, où il devient le 2e bataillon. Il s'agit de la renommée 52e de Waterloo qui, sous le commandement du colonel Sir John Colborne, a brisé un bataillon des chasseurs de la Garde impériale. En 1884, il est arrivé à Gibraltar et l'année suivante, le bataillon a pris part au service actif pour la première fois en tant que 2ème bataillon lorsqu'un détachement sous le commandement du Lieutenant Scott a été déployé en tant qu'infanterie montée dans l'expédition du Nil. En 1886, il est basé en Inde, où il restera jusqu'au 20e siècle. Pendant son séjour, le bataillon a fait partie de la colonne de Peshawar lors de l'expédition de Tirah dans la frontière instable du Nord-Ouest en 1897, où le bataillon a combattu dans le col de Khyber, autour de Koda Khel et d'Ali Masjid,. Fin 1902, le bataillon a été transféré de Bombay à Poona, et en 1903, le bataillon est rentré chez lui. Il était initialement basé à Chatham et en 1907, il a été transféré à Tidworth dans le Wiltshire. Le bataillon était stationné à la caserne Albuhera, Aldershot, lorsque la Première Guerre mondiale a commencé.
Le 16 octobre 1908, dans le cadre des réformes Haldane, le titre du régiment a été modifié pour devenir le Oxfordshire and Buckinghamshire Light Infantry, communément abrégé en Ox and Bucks. En 1908 également, les Volontaires et la Milice ont été réorganisés au niveau national, les premiers devenant la Force territoriale et la seconde la Réserve spéciale; le régiment avait désormais un bataillon de Réserve et deux bataillons territoriaux,,.

## Première Guerre mondiale (1914-1918)
Pendant la guerre, les Ox and Bucks ont levé 12 bataillons (17 en tout), dont six ont combattu sur le front occidental, deux en Italie, deux en Macédoine et un en Mésopotamie. Le régiment a remporté 59 honneurs de bataille et quatre honneurs de théâtre. De nombreuses distinctions pour bravoure ont été décernées aux Ox and Bucks, y compris deux Victoria Crosses - la distinction la plus prestigieuse pour bravoure face à l'ennemi - qui ont été décernées au sergent-major de compagnie Edward Brooks et au caporal suppléant Alfred Wilcox, tous deux du 2/4e Bataillon. 5 878 officiers et hommes de l'Oxfordshire and Buckinghamshire Light Infantry ont perdu la vie pendant la Première Guerre mondiale.

### Front occidental

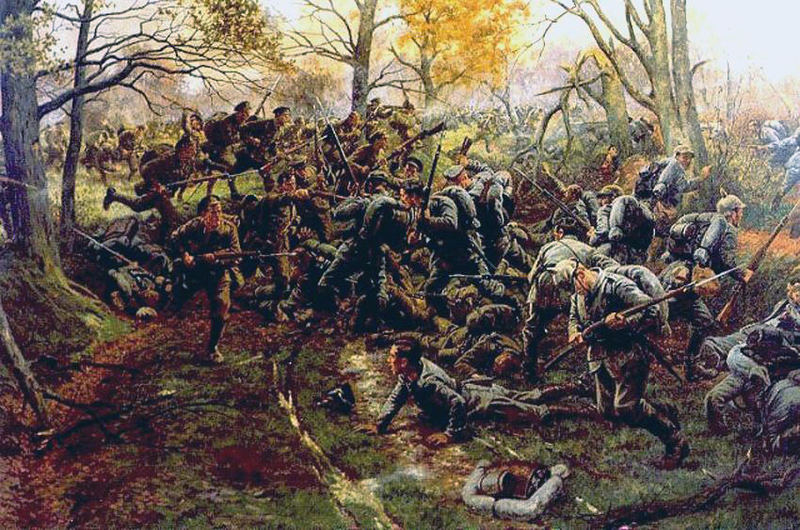
Le 2e Ox et Bucks battant la garde prussienne à Nonne Bosschen. Peinture de William Barnes Wollen (1857-1936).

En août 1914, le 2nd Ox and Bucks, commandé par Henry Rodolph Davies, est arrivé sur le front occidental, au sein de la 5e Brigade d'infanterie, 2e division d'infanterie, Ier Corps - la 2e Division était l'une des premières divisions de la Force expéditionnaire britannique (British Expeditionary Force ou BEF) à arriver en France. Le bataillon a pris part à la première bataille britannique de la guerre, à Mons, où les Britanniques ont vaincu les forces allemandes qu'ils avaient rencontrées le 23 août. En raison de l'avantage numérique allemand et de la retraite de la 5e armée française, le bataillon a ensuite pris part à la retraite de 350 kilomètres, sous un temps exceptionnellement chaud, qui a commencé le jour suivant, ne s'arrêtant que juste à la périphérie de Paris, puis arrêtant l'avance allemande lors de la première bataille de la Marne (5-9 septembre). Le 2nd Ox and Bucks a ensuite pris part à toutes les batailles subsidiaires de la première bataille d'Ypres (19 octobre - 22 novembre) qui a vu le cœur de l'ancienne armée régulière arraché, avec 54 000 pertes. Lors de la première bataille d'Ypres, le 2nd Ox and Bucks a connu son premier engagement avec l'ennemi le 20 octobre lors d'une attaque sur la crête de Passchendaele. Le bataillon a subi de lourdes pertes : quatre officiers tués et cinq blessés et 143 autres soldats tués ou blessés. Le 31 octobre, les Allemands lancent une attaque de grande envergure contre le Ier Corps du lieutenant-général Sir Douglas Haig dans la région d'Ypres, qui commence par un bombardement intense suivi d'une attaque d'infanterie massive ; deux compagnies du 2nd Ox and Bucks prennent part à la défense et à la contre-attaque ultérieure qui forcent l'ennemi à revenir sur sa ligne de front. Le 11 novembre, les Allemands tentent à nouveau de s'emparer d'Ypres, en envoyant, sur ordre du Kaiser allemand Guillaume II, l'élite de la Garde prussienne contre les forces britanniques. Le 2e Bataillon les contre-attaqua au bois de Nonne Bosschen, empêchant leur avance puis les mettant en déroute; près de cent ans après que le 52nd eut vaincu la Garde impériale de Napoléon à Waterloo. La première bataille d'Ypres fut la dernière grande bataille de 1914. Le 2nd Ox and Bucks a subi 632 pertes au cours des cinq premiers mois de la guerre et en 1915, il était un bataillon très différent de celui qui était arrivé sur le front occidental au début de la guerre.
En 1915, la guerre des tranchées a commencé, les deux camps développant des défenses imprenables, ce qui a entraîné des pertes élevées en échange de gains minimes. Lors de la bataille de Festubert (9-16 mai) - qui a été lancée pour soutenir l'attaque française au sud de la crête de Vimy et qui comprenait la première action britannique de nuit de la guerre - le 2nd Ox and Bucks faisait partie de la deuxième vague de l'attaque de la 5ème Brigade et, au cours de la bataille, a subi un peu moins de 400 pertes : le plus grand nombre de pertes que le régiment ait subi en une seule bataille depuis le siège de Badajoz plus de 100 ans auparavant. Le 2nd Ox and Bucks a participé à de violents combats à Richebourg-l'Avoué les 15 et 16 mai. Le 2nd Ox and Bucks et d'autres bataillons du régiment ont également participé à la bataille de Loos (25 septembre - 8 octobre)-. Le 2nd Ox and Bucks a pris part à l'attaque subsidiaire à Givenchy, avec 263 pertes le 25 septembre. Le 5e bataillon (de service) de Ox and Bucks s'engagea dans la bataille de Loos le 25 septembre 1915 avec un effectif de 17 officiers et 767 hommes et seuls deux officiers et 180 hommes survécurent à la bataille. Le 2e bataillon prit part à l'attaque ultérieure contre la redoute de Hohenzollern (13-19 octobre). Après la bataille de Loos, il ne restait que peu d'officiers du 2e bataillon et des Bucks d'avant 1914, ils avaient soit été blessés, soit promus pour prendre des positions dans d'autres bataillons. Les récompenses pour bravoure décernées aux membres du bataillon pendant la bataille de Loos comprenaient l'attribution de la Distinguished Conduct Medal au CSM Fred Clare et au caporal suppléant Horace Duester.
En janvier 1916, le 2nd Ox and Bucks se trouvait à Saint-Hilaire-Cottes; la 2nd Division prenait alors son tour dans la réserve du corps d'armée. Le bataillon se déplace ensuite à Béthune puis retourne dans les tranchées de Festubert. Le Lieutenant Colonel Richard Crosse prend le commandement du 2nd Ox and Bucks le 8 juillet 1916 et dirigera le bataillon pendant les trois années suivantes. Le 1/4th Ox and Bucks a participé au premier jour de la bataille de la Somme le 1er juillet 1916, au cours de laquelle l'armée britannique a subi plus de 60 000 pertes - le plus grand nombre de pertes subies en une journée par l'armée britannique. Les bataillons des Ox and Bucks sur le front occidental ont beaucoup servi pendant la bataille de la Somme (1er juillet - 18 novembre), subissant de lourdes pertes, notamment au bois de Mametz, à Pozières et à Ancre, la dernière grande bataille subsidiaire. Le 28 juillet, le 2nd Ox and Bucks s'est déplacé vers les tranchées de première ligne près de la ferme Waterlot et a subi de lourdes pertes lors de la bataille du 30 juillet. Le 2nd Ox and Bucks a combattu sur le champ de bataille de la Somme au Bois Delville, à Guillemont et le 13 novembre dans la bataille de Beaumont-Hamel: une grande attaque sur la crête de Redan dans la bataille de l'Ancre. Le 2nd Ox and Bucks a subi de nombreuses pertes au cours de la bataille de Beaumont-Hamel, y compris le capitaine Ralph Kite qui, au cours des 12 mois précédents, avait reçu la Military Cross (Croix militaire) et avait été mentionné deux fois dans les dépêches ( mentioned in despatches ou Citation militaire britannique).
Le nouvel an 1917 a apporté une période de conditions météorologiques sévères dans la plaine de la Somme qui a conduit à une trêve officieuse entre les deux camps. En mars 1917, les Allemands commencèrent le retrait vers la ligne Hindenburg (14 mars - 5 avril) et à la fin du mois de mars, le 2nd Ox and Bucks quitta la Somme pour les zones arrière d'Arras. Le 2nd Ox and Bucks et d'autres bataillons du régiment participent à l'offensive d'Arras (9 avril - 16 mai), notamment aux batailles de la Scarpe et d'Arleux. Le 2nd Ox and Bucks prend part à la bataille d'Arras à partir du 11 avril et joue un rôle de premier plan dans la bataille d'Arleux les 28 et 29 avril : au cours de cette bataille, le bataillon protège le flanc droit de la 1ère division canadienne, ce qui est essentiel pour la prise du village d'Arleux, et subit plus de 200 pertes. Les bataillons du Ox and Bucks ont ensuite participé à de nombreuses batailles secondaires de la bataille de Passchendaele (également connue sous le nom de troisième bataille d'Ypres), qui s'est déroulée du 31 juillet au 6 novembre. Parmi les batailles auxquelles les Ox and Bucks ont pris part, citons la route de Menin et le bois du Polygone en septembre et début octobre. Le 2nd Ox and Bucks et le 6th (Service) Battalion, Ox and Bucks ont également pris part à la bataille de Cambrai (20 novembre-3 décembre) qui a vu la première utilisation à grande échelle des chars par les Britanniques et a été la dernière grande bataille de l'année.
En janvier 1918, le 2nd Ox and Bucks marcha vers Beaulencourt. Ils se déplacèrent au bois d'Havrincourt plus tard dans le mois, puis le 9 février à Metz-en-Couture. Ils se trouvaient au camp de Vallulart, dans le commune d'Ytres, lorsque le 21 mars 1918 les Allemands lancèrent la dernière offensive du Printemps (Opération Michael), également connue sous le nom d'offensive de Ludendorf, qui conduisit à la plus grande avancée des deux camps depuis 1914. Le 2nd Ox and Bucks devait passer dans la réserve du corps d'armée lorsque l'ennemi commença un bombardement colossal des positions alliées et, le 22 mars 1918, il était en position autour du village de Bertincourt. Le 22 mars 1918, ils étaient en position autour du village de Bertincourt. Le bataillon, ainsi que d'autres bataillons du régiment, subirent de lourdes pertes dans le cadre de la défense de la Somme lors de la bataille de Saint-Quentin (21-23 mars), de la première bataille de Bapaume (24-25 mars) et des batailles suivantes, au cours desquelles les Allemands réalisèrent des gains importants, le bataillon étant contraint de retraverser l'ancien champ de bataille de la Somme pour rejoindre la ligne de 1916 sur l'Ancre. Le bataillon resta dans la région de l'Ancre du 29 mars 1918 au 3 avril 1918.
Un soldat qui arriva le dimanche 7 avril en tant que l'un des renforts pour remplacer le 2/4e Bataillon (184e Brigade, 1re Division) rapporta qu'ils n'étaient plus que 22 survivants avec un fusil et trois jeux de sangles entre eux, et commenta : " Je doute que dans toute la guerre un bataillon ait été anéanti aussi complètement ".
Après que l'offensive ennemie du printemps ait perdu son élan, les Allemands lancèrent l'opération Georgette en avril, contre laquelle les Ox et Bucks se défendirent lors de la bataille de la Lys et des actions suivantes.
Au cours de l'été 1918, le 2nd Ox and Bucks a tenu la ligne à Bailleulemont, près d'Arras. En août, les offensives allemandes avaient échoué et les Alliés avaient lancé une contre-attaque. En août, le 2nd Ox and Bucks a pris part à la bataille d'Albert (1918) (21-23 août) et à la seconde bataille de Bapaume (31 août - 3 septembre) tandis que le 2/4th Ox and Bucks et le 2/1st Buckinghamshires (tous deux faisant partie de la 184e Brigade de la 61e Division) ont pris part à l'avancée dans les Flandres, les deux offensives ayant permis aux Alliés d'avancer jusqu'à la ligne Hindenburg début septembre. Le 2nd Ox and Bucks a pris part à l'offensive contre cette ligne qui a vu les Alliés percer les défenses, prenant part à la bataille d'Havrincourt (12 septembre), à la bataille du Canal du Nord (27 septembre - 1er octobre) et à la seconde bataille de Cambrai (8-9 octobre). Le régiment a ensuite pris part aux dernières actions de la guerre, participant à la bataille de la Selle et à la bataille de Valenciennes. La dernière action du 2nd Ox and Bucks de la guerre a été la bataille d'Escarmain le 23 octobre 1918 pendant la bataille de la Selle (17-25 octobre) Les Allemands ont continué à être repoussés.
La guerre s'est terminée le 11 novembre 1918 avec la signature de l'Armistice entre les Alliés et l'Allemagne. À la suite de leur rôle de premier plan dans la dernière offensive britannique, le 2nd Ox and Bucks se trouvait à St.Pol, près de Valenciennes, après l'Armistice. Le 2nd Ox and Bucks a franchi la frontière allemande à Malmedy le 9 décembre 1918. Le bataillon a ensuite été stationné à Zons, près de Cologne, dans le cadre de l'armée d'occupation. À la fin de la guerre, il n'y avait plus que 66 2nd Ox and Bucks de tous grades encore en service dans le bataillon, parmi ceux qui avaient quitté Aldershot, dans le Hampshire, pour le front occidental le 13 août 1914 : 39 d'entre eux ont servi pendant toute la guerre.

### Mésopotamie
Le 1st Ox and Bucks, faisant partie de la 17th (Ahmednagar) Brigade, 6th (Poona) Division, quitta l'Inde pour la Mésopotamie (aujourd'hui l'Irak) en novembre 1914 ; là, le bataillon prit part à la campagne contre les forces ottomanes qui régnaient sur le pays.
Le bataillon a pris part à la marche vers Kut-al-Amara avec l'intention de la capturer aux Ottomans. La bataille pour Kut a commencé le 26 septembre 1915 et a fait rage pendant plusieurs jours jusqu'à ce que les Ottomans battent en retraite et que Kut soit capturée le 28 septembre. Le bataillon a ensuite pris part à la bataille de Ctésiphon (22-24 novembre) au cours de la poursuite des forces ottomanes et de la tentative de prise de la capitale Bagdad, qui s'est soldée par la défaite de la 6e division Poona face aux Ottomans. 635 officiers et hommes du bataillon ont combattu dans la bataille de Ctesiphon et 304 ont été blessés. La division a ensuite battu en retraite vers Kut, qu'elle a atteint le 3 décembre, où elle a été assiégée par les Ottomans, à partir du 7 décembre, avec une garnison de 10 000 Britanniques et Indiens. Les Ottomans lancent de nombreuses tentatives pour prendre Kut, qui sont toutes repoussées par les défenseurs, les deux parties subissant de lourdes pertes. Le 26 avril 1916, alors que l'approvisionnement avait considérablement diminué et que de nombreux défenseurs de la garnison étaient malades, la garnison a négocié un cessez-le-feu avec les Ottomans et, le 29 avril, la force britannico-indienne de 8 000 hommes s'est rendue aux Ottomans, dont 400 hommes du 1st Ox and Bucks. Un grand nombre des Ox and Bucks capturés à Kut, comme le reste des prisonniers, ont subi des mauvais traitements de la part des Ottomans ; seuls 71 hommes du 1st Ox and Bucks, tous grades confondus, qui avaient été faits prisonniers, sont rentrés au Royaume-Uni. On estime qu'un peu moins de 2 000 Britanniques et jusqu'à 3 000 Indiens périrent en captivité.
Un bataillon provisoire avait été formé en janvier 1916 à partir de renforts destinés au 1st Ox and Bucks, rejoignant la 28th Indian Brigade, 7th (Meerut) Division. Le bataillon a rejoint la force des lignes de communication et le bataillon provisoire a été rebaptisé 1er bataillon le 6 juillet 1917. Le 19 octobre 1917, le bataillon est transféré à la 50e brigade indienne, 15e division indienne. À cette époque, les Britanniques avaient pris Bagdad et repoussaient progressivement les Ottomans. Entre le 26 et le 27 mars 1918, il prend part aux combats contre les Ottomans à Khan Baghdadi. Les Ottomans signent un armistice avec les Alliés le 30 octobre, mettant fin à la guerre au Moyen-Orient.

### Italie et Macédoine
Le 1/4e Bataillon, Ox and Bucks et le 1/1e Bataillon Buckinghamshire faisaient partie de la 145e Brigade (South Midland), 48e Division (South Midland) qui quitta le front occidental pour le front italien en novembre 1917 - qui était membre des Alliés depuis mai 1915 - après avoir subi de très lourdes pertes lors de la bataille de Caporetto. Le régiment et le reste des forces britanniques n'ont pas pris part à une bataille majeure avant juin 1918, lorsqu'ils ont participé à la bataille d'Asiago (15-16 juin), qui a vu les Austro-Hongrois - un allié de l'Allemagne - vaincre leur offensive contre les Alliés ; ce fut la dernière offensive austro-hongroise contre l'Italie. Le 23 octobre, les Alliés lancent une offensive réussie contre l'Autriche-Hongrie. Le régiment traverse la rivière Piave et prend part à la bataille de Vittorio Veneto. Les Austro-Hongrois signent un armistice avec les Alliés le 4 novembre 1918 et le 1/4th Ox and Bucks et le 1/1st Buckinghamshires mettent fin à la guerre en Autriche-Hongrie.
En octobre 1915, les Britanniques et les Français débarquent à Salonique à la demande du Premier ministre grec. Les 7e et 8e bataillons de service faisaient partie de la 26e division qui débarqua entre décembre 1915 et février 1916. Le 7e bataillon (de service) faisait partie de la 78e brigade, tandis que le 8e bataillon (de service) était un bataillon de pionniers attaché à la division. Le séjour du régiment dans les Balkans a été plutôt calme, avec des combats sporadiques, mais il a permis de repousser une invasion bulgare en Grèce au lac Doiran en avril-mai 1917. Le régiment a connu de très durs combats contre les Bulgares autour de Doiran en septembre suivant, après que les Alliés aient lancé une offensive en juillet 1918 dans l'intention de mettre fin à la guerre dans les Balkans. La guerre s'est terminée le 30 septembre 1918, la Bulgarie ayant signé un armistice avec les Alliés. Les Ox and Bucks, ainsi que le reste de la division, ont ensuite été employés pendant une brève période à des tâches d'occupation en Bulgarie.

## Monument aux morts
Après la fin de la Première Guerre mondiale, le régiment a commandé un monument aux morts pour commémorer ses soldats tombés au combat. Conçu par Sir Edwin Lutyens, le monument aux morts de l'Oxfordshire and Buckinghamshire Light Infantry se trouve sur Rose Hill à Cowley. Il a été inauguré en 1923 et est maintenant un monument classé grade II.

## L'entre-deux-guerres
1er Bataillon

Le major-général Sir John Hanbury-Williams est nommé colonel commandant du régiment en 1918. Le 1st Ox and Bucks est arrivé à Arkhangelsk, dans le nord de la Russie, en mai 1919, dans le cadre de la force alliée qui est intervenue dans la guerre civile russe pour aider les "Russes blancs" dans leur lutte contre les bolcheviks. Le bataillon est reparti plus tard dans l'année, étant basé à Limerick, en Irlande, en 1920 pour participer aux opérations contre le Sinn Féin et l'IRA. Il a déménagé au camp militaire de Shorncliffe, en Angleterre, deux ans plus tard. En 1925, le bataillon a rejoint l'armée d'occupation britannique en Allemagne, où il est resté pendant deux ans avant de rejoindre Parkhurst, en Angleterre. Le 1st Ox and Bucks reste en Angleterre, basé à Hyderabad Barracks, dans le Colchester, jusqu'au déclenchement de la guerre en 1939.
2ème Bataillon

En mai 1919, le 2nd Ox and Bucks a quitté l'Allemagne où il avait fait partie de l'armée d'occupation et est retourné à Cowley Barracks, Oxford, le mois suivant. Le bataillon se rend ensuite à Tipperary, en Irlande, pour prendre part à des opérations contre l'IRA et le Sinn Féin. En mars 1922, le bataillon est arrivé à Rawalpindi, en Inde, puis s'est déplacé à Razmak, au Waziristan, à la frontière du Nord-Ouest. En 1929, le bataillon se rend à Maymo en Haute-Birmanie, puis à Rangoon. En 1934, le bataillon est retourné en Inde, d'abord à Bareilly puis à Mhow où il est resté jusqu'à ce qu'il quitte l'Inde en juin 1940, arrivant chez lui le mois suivant.
Le général Sir Bernard Paget est à l'origine de la fondation d'une chapelle régimentaire dans la cathédrale Christ Church d'Oxford en 1930. Un service de dédicace est organisé en 1931.

## Deuxième guerre mondiale (1939-1945)
Le 3 septembre 1939 - deux jours après l'invasion de la Pologne par l'Allemagne - l'Empire britannique, la France et leurs alliés déclarent la guerre à l'Allemagne, ce qui marque le début de la Seconde Guerre mondiale. Pendant ce conflit, le régiment a levé neuf bataillons et le 3e bataillon d'entraînement (réserve spéciale). Le régiment a servi en France, en Afrique du Nord, en Birmanie, en Italie, en Belgique, aux Pays-Bas et en Allemagne. Environ 1 408 officiers et autres gradés de l'Oxfordshire and Buckinghamshire Light Infantry ont perdu la vie pendant la Seconde Guerre mondiale.

### Europe du Nord-Ouest (France et Belgique) 1939-40
Les Britanniques ont rapidement envoyé en France la Force expéditionnaire britannique (BEF) en septembre 1939, qui comprenait le 1er Bataillon de l'armée régulière, Oxford et Bucks, faisant partie de la 11e Brigade d'infanterie, 4e Division d'infanterie. Ils sont rejoints en janvier 1940 par le 1st Buckinghamshire Battalion et le 4th Ox and Bucks, qui sont tous deux des unités territoriales servant aux côtés du 4th Battalion, Royal Berkshire Regiment, au sein de la 145th Infantry Brigade, qui fait partie de la 48th (South Midland) Infantry Division. Fin janvier, en raison d'une nouvelle politique au sein du BEF visant à intégrer les Réguliers et les Territoriaux, le 1st Ox and Bucks est échangé dans la 11e Brigade contre le 5th (Huntingdonshire) Battalion, Northamptonshire Regiment et transféré à la 143e Brigade d'Infanterie, de la 48e Division.
La Wehrmacht lance son invasion des Pays-Bas le 10 mai 1940, bouleversant une période du conflit connue sous le nom de " drôle de guerre ". L'invasion allemande du nord de la Belgique - où se trouvait le BEF - n'était qu'une diversion, l'attaque principale se faisant à travers la forêt mal défendue des Ardennes. Le BEF s'est retiré à l'ouest vers la rivière Dendre après que l'armée néerlandaise se soit rendue pendant la bataille des Pays-Bas, puis s'est retiré davantage vers la rivière Scheldt le 19 mai. Le 1st Ox and Bucks (43df), le 4th Ox and Bucks (TA) et le 1st Bucks (TA) sont impliqués dans des combats le long de la ligne de l'Escaut, au sud de Tournai. Les forces britanniques, après avoir donné un bon compte rendu d'elles-mêmes dans la défense de l'Escaut, se retirent finalement en France, se déplaçant vers la région de Dunkerque. L'évacuation des forces britanniques vers la Grande-Bretagne a commencé le 26 mai, connue sous le nom d'opération Dynamo (26 mai-3 juin). Le 1st Ox and Bucks prend part à la bataille du canal Ypres-Comines (26-28 mai) et est finalement évacué de Dunkerque, après avoir subi plus de 300 pertes. Le 4th Ox and Bucks (TA) prend part à la défense de Cassel, jusqu'au 29 mai. Le 4th Ox and Bucks est finalement encerclé par les forces allemandes près de Watou et contraint de se rendre. Le bataillon s'était divisé en deux groupes dans le but d'atteindre Dunkerque en traversant les forces ennemies environnantes. Le bataillon a subi de nombreuses pertes et a dû se rendre, devenant ainsi des prisonniers de guerre pour les cinq années suivantes. Seuls quatre soldats des deux groupes du 4th Oxfordshire and Buckinghamshire Light Infantry qui avaient quitté Cassel sont rentrés au Royaume-Uni. Le 1st Buckinghamshire Battalion a pris part à la bataille d'Hazebrouck qui a commencé le 27 mai, où ils ont subi une attaque intense de toutes les directions de la 8. Panzer-Division allemande et ont réussi à retarder l'avance allemande pendant une semaine. Les 1st Bucks ont finalement reçu l'ordre de se battre pour retourner à Dunkerque; seuls 10 officiers et environ 200 hommes du bataillon ont atteint le Royaume-Uni. Cependant, plus de 338 000 soldats britanniques, français et belges ont été évacués lors de l'évacuation de Dunkerque.

### Europe du Nord-Ouest 1944-45

#### 1er Bataillon

##### Normandie
Après Dunkerque, le 1st Ox and Bucks fut renforcé par un grand nombre de conscrits et fut ensuite transféré au 148th Independent Brigade Group servant en Irlande du Nord. En 1941, le 1st Ox and Bucks commémore le bicentenaire du 43rd Light Infantry, avec un défilé et un concert en soirée. En juin 1942, cependant, le bataillon est à nouveau transféré, cette fois à la 71st Infantry Brigade, servant aux côtés du 1st Battalion, East Lancashire Regiment et du 1st Battalion, Highland Light Infantry, faisant partie de la 42nd Armoured Division. En octobre 1943, la brigade fait partie de la 53e division d'infanterie (galloise) et commence à s'entraîner pour l'invasion de l'Europe du Nord-Ouest. Le bataillon restera au sein de la 53e division pour le reste de la guerre. Le 1st Ox and Bucks débarque en Normandie le 24 juin 1944 avec le reste de la 53rd (Welsh) Division. Le 25 juin, l'opération Epsom commença ce qui était destiné à prendre la ville de Caen - un objectif vital pour les Britanniques et les Canadiens qui s'avéra être une ville formidable à capturer - elle échoua. Cependant, elle a permis de détourner un nombre important d'Allemands des troupes américaines. Les Allemands contre-attaquent, le 1st Ox and Bucks se déplace vers des positions autour de la tête de pont de l'Odon, où il subit le feu nourri de l'artillerie allemande. Les Alliés tentent à nouveau de s'emparer de Caen, les premières troupes alliées entrent dans la ville lors de l'opération Charnwood, le 9 juillet ; à ce moment-là, une grande partie de la ville a été détruite. Après avoir tenu la ligne, le premier engagement majeur du 1er Bataillon avec l'ennemi pendant la bataille de Caen fut l'attaque réussie pour capturer le village de Cahier et un moulin voisin. Les combats autour de Caen se sont poursuivis pendant une grande partie du mois, le bataillon subissant des pertes importantes. Le bataillon a ensuite participé à la deuxième bataille de l'Odon. En août, il a pris part à une avancée vers Falaise, connue sous le nom d'opération Totalize. Les Alliés l'atteignent et la capturent. Le bataillon s'empare également de Pierrefitte lors de l'opération de fermeture de la poche de Falaise, encerclant deux armées de campagne allemandes, la 5e et la 7e, cette dernière étant effectivement détruite par les Alliés. La victoire de Falaise signifie la fin de la bataille de Normandie. Le 1st Battalion, Ox and Bucks, prend alors part à l'avancée vers l'est, pour finalement entrer en Belgique début septembre.
Le 1st Buckinghamshire Battalion, une unité territoriale du Ox and Bucks, est converti en bataillon du Beach Group en mars 1943 et doit fournir le soutien d'infanterie du 6th Beach Group. En avril 1943, le bataillon déménage en Ecosse pour commencer à s'entraîner à son nouveau rôle. Le 1st Bucks fait partie du 6th Beach Group qui débarque sur Sword Beach le jour J, le 6 juin 1944. Un peloton anti-char du 1st Bucks débarque lors de la première marée de l'invasion le jour J, le 6 juin 1944. Le reste du 1st Bucks débarque lors de la deuxième marée du débarquement, le 6 juin 1944. Les artilleurs allemands tirent sur les 1st Bucks depuis le bois de Lebisey et depuis les hauteurs de Houlgate ; il y a également beaucoup de tirs isolés depuis les maisons du front de mer. Les 1st Bucks s'établissent sur les secteurs Queen Red et Queen White de Sword Beach en face de La Brèche, le site de débarquement le plus à l'est de l'invasion. Le rôle des 1st Bucks est d'organiser les unités sur les plages de débarquement et ils sont également déployés pour défendre la tête de pont contre les contre-attaques allemandes lorsque les troupes de la 3rd British Infantry Division se déplacent vers l'intérieur des terres. Le 1st Bucks fait partie de la 101 Beach Sub Area du No 6 Beach Group, 3rd Infantry Division et prend part à la défense de Ouistreham en juin. Le Lieutenant Colonel RDR Sale commande le 1st Bucks et le 6th Beach Group et après que le commandant du No 5 Beach Group, le Lieutenant Colonel DHV Board, ait été tué peu après le débarquement, Sale prend le commandement des deux groupes de plage, soit environ 7 000 hommes. Sale a reçu la George Medal pour son rôle dans la limitation des dommages causés par une attaque aérienne allemande sur un dépôt de munitions à La Brèche, près de Ouistreham, le 8 juin. En juillet, des compagnies et des pelotons du 1st Bucks ont été transférés à d'autres divisions britanniques, notamment au 2nd Ox and Bucks (la 52nd) de la 6th Airborne Division et au Black Watch (Royal Highland Regiment) et à d'autres unités de la 51st (Highland) Infantry Division, en tant que remplaçants pour la défense de la tête de pont en Normandie. Le bataillon a été reformé par la suite mais est resté, pour le reste de la guerre, à des tâches de lignes de communication. Le 1st Bucks a été placé en animation suspendue en juin 1946 et le bataillon a été finalement dissous le 7 août 1946.

##### Market Garden, l'offensive des Ardennes et la traversée du Rhin
L'invasion des Pays-Bas commence le 17 septembre ; elle est connue sous le nom d'opération Market Garden et est une opération combinée terrestre et aéroportée. Le 1st Ox and Bucks participe à l'opération terrestre en soutien du corridor aéroporté vers Arnhem. Le 1st Ox and Bucks a mené l'avance de la 71e brigade d'infanterie jusqu'au canal Wilhelmine où elle a rencontré une forte résistance ennemie. L'opération terrestre avait pour but de traverser trois ponts qui avaient été pris par les troupes aéroportées et de pénétrer en Allemagne. Elle devait se terminer au pont le plus éloigné capturé à Arnhem (voir Bataille d'Arnhem) - dont une extrémité fut prise par la 1ère Division aéroportée, bien que l'opération se soit clairement soldée par un échec le 25 septembre. La 1st Ox and Bucks a ensuite pris part à des opérations autour de la Basse-Meuse qui se sont déroulées en octobre et novembre, notamment pour forcer l'ennemi à quitter sa position qui tenait une tête de pont sur le fleuve Meuse, à l'ouest de Roermond. Le lieutenant-colonel JH Hare, commandant du bataillon, est tué lors de la bataille de Bois-le-Duc le 28 octobre et est remplacé par le lieutenant-colonel Henry Howard du 1st Battalion, Buffs (Royal East Kent Regiment), vétéran de la campagne d'Afrique de l'Est et du désert occidental, qui commandera le 1st Ox and Bucks pour le reste de la guerre.

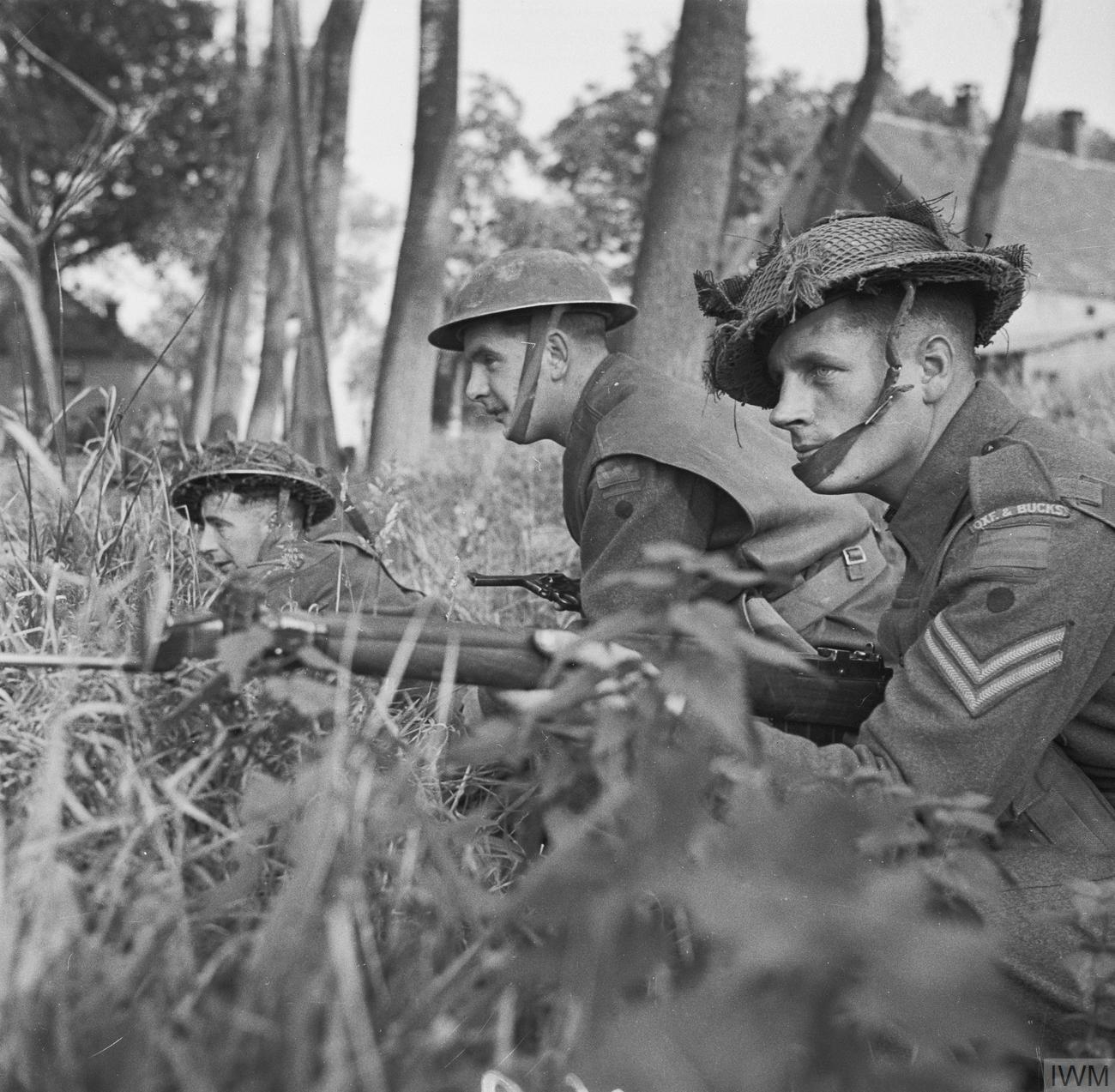
Hommes du 1er Bataillon, Oxford and Bucks Light Infantry, faisant partie de la 71e Brigade de la 53e Division (galloise), en position avancée sur la route de Bois-le-Duc, s'abritant dans un fossé 24 octobre 1944

Le 16 décembre 1944, les Allemands lancent leur dernière grande offensive de la guerre dans la forêt des Ardennes, connue sous le nom de Bataille des Ardennes. Le 1st Battalion, Ox and Bucks, ainsi que le reste de la 53e Division (galloise), ont été envoyés d'urgence en Belgique peu de temps après pour aider à la défense, où le bataillon a enduré des conditions météorologiques terribles, parmi les pires que la Belgique ait connues depuis des années. Les Alliés ont lancé une contre-attaque au début du mois de janvier et l'offensive allemande a été défaite plus tard au cours du même mois. La 53e division galloise a alors été relevée et est retournée aux Pays-Bas peu après pour préparer l'invasion de l'Allemagne.
En février 1945, le 1st Battalion, Ox and Bucks a participé à l'invasion alliée de la Rhénanie allemande, notamment en prenant part à l'opération Veritable (la bataille de Reichswald) : l'assaut de cinq divisions sur la forêt de Reichswald, où le bataillon a été impliqué dans de violents combats contre des Fallschirmjägers (parachutistes) et des blindés allemands dans le village d'Asperberg. Au cours de l'opération Veritable, le lieutenant Tony Paget, âgé de 21 ans et fils cadet du général Sir Bernard Paget, reçoit à titre posthume le Distinguished Service Order. Le bataillon traverse le Rhin à la fin du mois de mars et, attaché à la 7e Division blindée, il poursuit son avancée vers l'est, notamment à Ibbenbüren en avril, où il livre de durs combats contre des Seebataillones déterminés, bien que les Britanniques parviennent à capturer la ville. Le bataillon a rencontré une résistance féroce de l'ennemi à Gross Hauslingen avant de poursuivre son avancée à travers Dauelsen, Gyhum et Wehldorf et le 1st Ox and Bucks a finalement atteint la ville de Hambourg - capturée le 3 mai par les forces britanniques - où ils sont restés jusqu'à la fin de la guerre en Europe le 8 mai 1945, jour de la Victoire en Europe
.

#### 2ème Bataillon

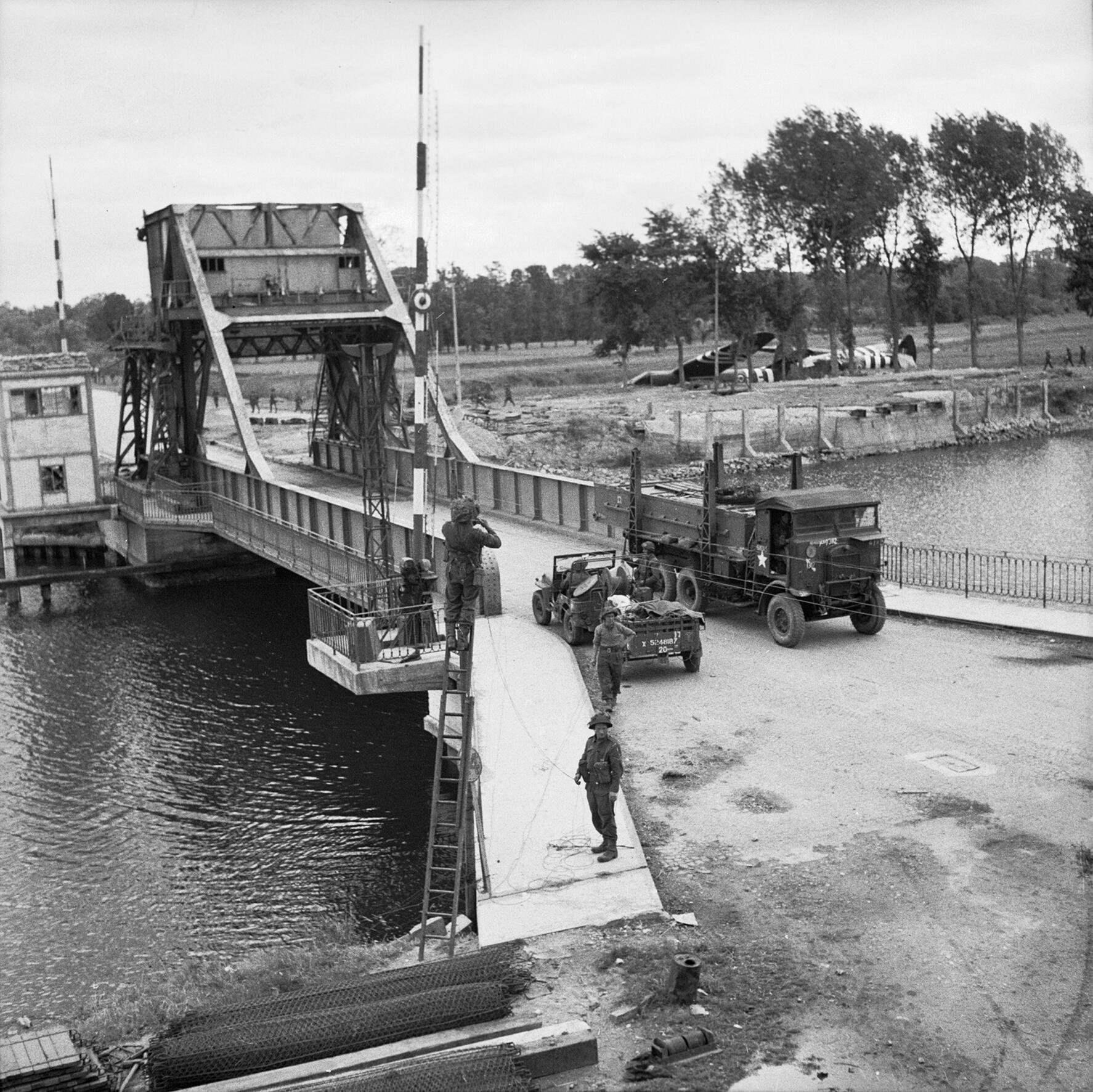
Transport traversant le pont du canal de Caen à Bénouville, juin 1944. Le pont a été rebaptisé Pegasus Bridge d'après le cheval ailé mythique figurant sur le signe de formation des forces aéroportées britanniques.

##### Jour J
Le 2nd Battalion, Oxford and Bucks Light Infantry, revient en Angleterre en juillet 1940, après avoir servi en Inde britannique et en Birmanie pendant les dix-huit années précédentes. Le bataillon, sous le commandement du lieutenant-colonel L.W. Giles, fait partie du 31e groupe-brigade indépendant, servant aux côtés du 1er bataillon du Border Regiment, du 2e bataillon du South Staffordshire Regiment et du 1er bataillon des Royal Ulster Rifles, tous des bataillons de l'armée régulière, ces deux derniers ayant également servi en Inde britannique avant la guerre.
En octobre 1941, le bataillon, ainsi que le reste de la 31e Brigade, est réorganisé en bataillon aéroporté, plus précisément en infanterie planeur (Glider infantry), et la 31e Brigade est rebaptisée 1st Airlanding Brigade et fait partie de la 1st Airborne Division. À la mi-1943, elle est transférée, avec le 1st Royal Ulster Rifles, pour faire partie de la 6th Airlanding Brigade de la 6th Airborne Division. Le 2nd Ox and Bucks devait prendre part à l'invasion de la Sicile (Opération Husky) ; cependant, en avril 1943, le bataillon est informé que c'est la 1st Airborne et non la 6th Airborne qui sera déployée lors du débarquement. Juste avant le débarquement en Normandie, le 6 juin 1944, une petite force dirigée par le Major John Howard débarque à bord de six planeurs Horsa et s'empare du canal de Caen et des ponts de l'Orne. Leur succès a permis de sécuriser le flanc est du débarquement, d'empêcher les blindés allemands de remonter la rivière et d'attaquer le flanc de la 3e division d'infanterie britannique (qui a débarqué à Sword Beach à 7h25) et de les obliger à se déplacer plus au sud via Caen.

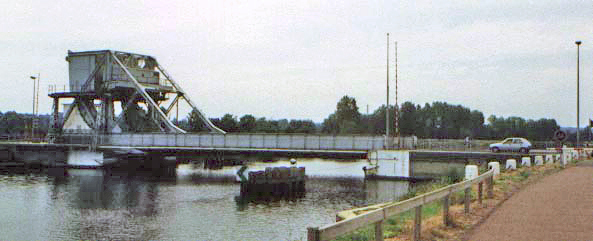
Le Pegasus Bridge original après la guerre

La compagnie D a débarqué très près de ses objectifs à minuit seize minutes (la première unité alliée à débarquer en France). Les soldats sortirent en masse de leurs planeurs endommagés, surprenant complètement les défenseurs allemands et prenant les ponts en 10 minutes, perdant deux hommes - le lieutenant Den Brotheridge et le caporal suppléant Fred Greenhalgh - dans l'attaque. Deux autres officiers et 14 soldats ont été blessés au cours de la bataille pour les ponts. Le Lieutenant Den Brotheridge a mené le premier peloton à débarquer à Pegasus Bridge, suivi une minute plus tard par le peloton du Lieutenant David Wood. Le lieutenant Dennis Fox a mené le premier peloton à débarquer à Horsa Bridge. Le planeur transportant le Capitaine Brian Priday et le peloton du Lieutenant Tony Hooper, qui était assigné à la prise de Horsa Bridge, a atterri au pont sur la rivière Dives, à environ sept miles de leur destination. Malgré cela, les occupants du planeur capturent le pont de la rivière Dives, avancent à travers les lignes allemandes vers le village de Ranville où ils rejoignent finalement les forces britanniques. Les pelotons Ox et Bucks qui tenaient les ponts ont été relevés par le 7e bataillon du Régiment de parachutistes à 03h00. Les Allemands ont tenté de reprendre les ponts, mais ont été repoussés. Plus tard dans la journée, vers 13 heures, Lord Lovat et des éléments des Commandos de sa 1ère Brigade des services spéciaux sont arrivés pour soulager les défenseurs épuisés, suivis par la 3ème Division d'infanterie britannique. L'opération a été immortalisée dans le film "Le Jour le plus long".
Alors que le premier jour du débarquement touche à sa fin, de nouveaux renforts arrivent dans le cadre de l'opération Mallard, dont le reste du 2nd Ox and Bucks. Le lieutenant-colonel Mark Darell-Brown, DSO, remplace le lieutenant-colonel Michael Roberts qui a été blessé pendant le débarquement et reste à la tête du bataillon pendant la défense des Ardennes et le débarquement sur le Rhin. Le 7 juin, le bataillon s'empare du petit village d'Hérouvillette, puis se dirige vers le village d'Escoville où il rencontre une résistance extrêmement déterminée. Ayant connu d'intenses combats avec des troupes allemandes soutenues par des blindés et ne parvenant pas à creuser et à tenir le village, le bataillon se retire et retourne à Hérouvillette où il participe à sa défense.

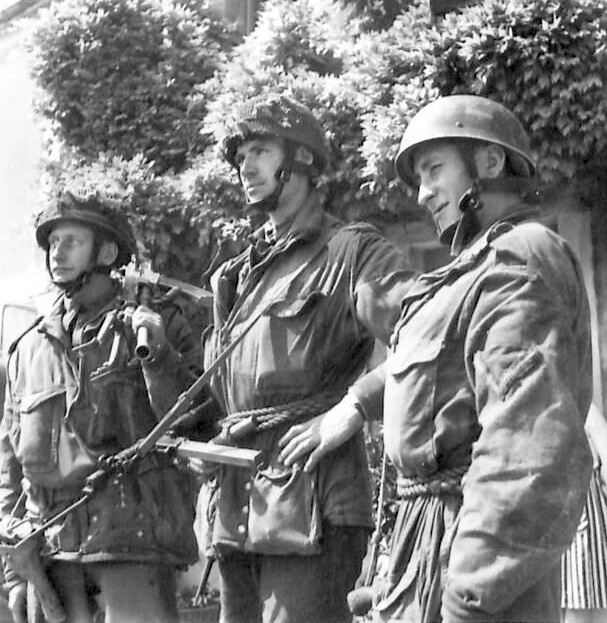
Hommes de la compagnie D, 2e bataillon, Ox and Bucks après avoir capturé Pegasus Bridge.

Le 13 juin, le bataillon s'installe à Château Saint Come, à environ un 1,6 km au sud de Bréville, où il reste jusqu'au 20 juin, date à laquelle il s'installe au Mesnil. Le 26 juin, le bataillon reçoit l'ordre d'occuper le village de Bréville, puis retourne à Château Saint Come le 8 juillet. Le 23 juillet, le bataillon retourne au Mesnil et une semaine plus tard aux tranchées de Bréville. Le 7 août, le bataillon quitte Breville et, à part un déplacement au Mesnil le 13 août, il continue pendant deux jours à tenir la ligne de Chateau Saint Come sur la crête de Bréville. Les compagnies de l'armée allemande qui combattaient le bataillon avaient chacune un officier et un sergent allemands ; cependant, de nombreux soldats étaient russes et d'Europe de l'Est. Le séjour du bataillon fut une période de guerre statique. Le bocage, composé de petits champs et de vergers entourés de haies épaisses, était plus avantageux pour les défenseurs allemands que pour les troupes alliées et le bataillon a subi de nombreuses pertes dues aux tireurs d'élite, aux tirs de mortier et aux obus.
Le bataillon a pris part à la percée britannique et à l'avancée vers la Seine qui a commencé plus tard en août, connue sous le nom d'opération Paddle. Il a traversé la rivière Touques et l'avance a continué à travers St Philibert, La Correspondance, Pretreville et Malbortie. L'itinéraire de la marche a été décrit à l'époque comme " tapoté, embrassé, on donne généralement du cidre de pomme et ensuite on tire dessus ". Le 25 août, le bataillon a reçu l'ordre d'attaquer et de prendre le village de Manneville-la-Raoult où une garnison allemande était basée et qui était un point fort défensif de l'ennemi. Après de violents co|mbats, au cours desquels l'ennemi a utilisé des tirs de mortier et d'artillerie, à la tombée de la nuit le bataillon avait occupé le village et avait capturé un certain nombre de prisonniers et de moyens de transport. Le lieutenant Freddie Scott a été décoré de la Military Cross pour avoir chassé l'ennemi d'une position d'où son peloton avait été fortement attaqué par des tirs de mitrailleuses et de grenades . La bataille de Manneville La Raoult devait être la dernière bataille du bataillon en France. Le jour suivant, il se déplaçait de 10 km vers Foulbec, sur la rive ouest de la Seine.
La compagnie D du 2nd Ox and Bucks ne comptait plus que 40 soldats sur les 181 qui avaient participé à l'opération coup de poing pour capturer les ponts Pegasus et Horsa le jour J. Le Major John Howard était le seul officier encore en vie. Le Major John Howard était le seul officier encore en service ; il ne restait aucun des sergents et quelques caporaux de ceux qui avaient pris part à l'opération. La compagnie D avait participé à quatre-vingt-onze jours de combat continu depuis le 6 juin 1944.
Le 2nd Ox and Bucks, ainsi que le reste de la 6th Airborne Division, est retiré au Royaume-Uni le 2/3 septembre pour récupérer et se réorganiser. Le bataillon se rend en camion à Arromanches, puis est conduit au Mulberry Harbour et prend la mer pour Portsmouth ; il se rend en train au Camp Bulford . Les pertes du 2nd Ox and Bucks en Normandie s'élèvent à près de la moitié du bataillon.

##### Offensive des Ardennes
Le 2nd Battalion, Ox and Bucks et le reste de la 6e Division aéroportée furent précipités en Belgique, par mer et par terre, pour prendre part à la défense des Ardennes, après le début de l'offensive allemande en décembre 1944. Le bataillon quitta Tilbury le 23 décembre et voyagea en train jusqu'à Douvres. Il était sur le premier bateau à entrer dans Calais après sa libération. Le 2nd Ox and Bucks arrive à Givet, dans le nord de la France près de la frontière belge, à 04h00 le 25 décembre pour défendre la ville et la tête de pont. Lorsque le bataillon arrive dans les Ardennes, dans des conditions climatiques glaciales, l'offensive allemande a largement perdu son élan. Le 30 décembre, le bataillon se déplace vers Drehance et participe au maintien de la tête de pont de Dinant. Le 2 janvier 1945, le bataillon se déplace à Custinne puis à Resteigne. Le 4 janvier, la compagnie C, commandée par le major Johnny Granville, est impliquée dans de violents combats, alors qu'elle soutient le 13e bataillon de parachutistes dans le village de Bure. Le bataillon se déplace vers Rochefort le 9 janvier et, à ce moment-là, le front de bataille se déplace rapidement vers l'est. Le 2nd Ox and Bucks était basé à Fromelennes du 17 au 24 janvier, date à laquelle le bataillon s'est déplacé à 320 km au nord des Pays-Bas, à Grubbenvorst, près de Venlo, sur la Meuse, pour y défendre la position, avant de revenir par camions à Calais et de rentrer au Royaume-Uni par bateau en arrivant à Bulford Camp dans le Wiltshire, le 28 février.

##### La traversée du Rhin
Le 2nd Ox and Bucks a participé une fois de plus à un débarquement d'assaut aérien en planeur, connu sous le nom d'opération Varsity : la plus grande opération aéroportée de l'histoire de la guerre et le soutien aéroporté de l'opération Plunder : la traversée du Rhin à la fin du mois de mars 1945. Les Allemands défendaient leur dernière grande barrière naturelle à l'Ouest et l'opération Varsity, qui a débuté le 24 mars 1945, a été la dernière grande bataille sur le front occidental pendant la Seconde Guerre mondiale. Le 2nd Ox and Bucks débarque sur le périmètre nord-est de la zone de débarquement de la 6th Airborne Divisions, le plus à l'est de toutes les unités de l'armée britannique, pour capturer les ponts des Allemands. Le bataillon, comme beaucoup d'autres pendant l'assaut, a beaucoup souffert car les Allemands ont répondu aux planeurs de débarquement par des tirs féroces dans l'air et au sol ; le 2nd Ox and Bucks a perdu 400 tués ou blessés sur un effectif total du bataillon de 800 hommes. L'objectif du bataillon était de capturer la ligne de la rivière Issel au nord-ouest de Hamminkeln. Cela comprenait le pont routier Hamminkeln-Ringenburg, le pont ferroviaire, la gare de Hamminkeln et le carrefour routier à l'ouest. Le 19 mars, le bataillon déménage au camp Birch, RAF Birch, près de Colchester dans l'Essex. Les 2nd Ox and Bucks décollent des aérodromes de Birch et Gosfield à 06h30 le 24 mars et les planeurs se déplacent vers le sud au-dessus de la mer du Nord, puis vers l'est au-dessus de Bruxelles et atterrissent dans la région de Hamminkeln vers 10h00. Chaque compagnie s'est vu attribuer une zone d'atterrissage dans la région de son objectif. Lors de l'approche de la zone d'atterrissage à l'est du Rhin, le ciel était rempli d'avions. À Hamminkeln, les planeurs ont volé dans un barrage de tirs anti-aériens ; il y avait 4 canons anti-aériens ennemis positionnés près de la station de Hamminkeln. Pendant le débarquement, qui n'a duré que 10 minutes, il y avait une épaisse fumée et de la poussière en provenance de la région de Wesel et plusieurs des 30 planeurs du bataillon étaient en feu et il y a eu de nombreuses pertes.
Bill Aldworth, le quartier-maître, a été impliqué dans un atterrissage très inhabituel. Voyant le pilote et le copilote du planeur s'affaler sur leurs manettes, il prend le contrôle de l'appareil et le fait atterrir en toute sécurité. Le commandant, la langue bien pendue, lui a demandé de recevoir la Distinguished Flying Cross (Croix du service distingué dans l'Aviation). Il ne l'a pas obtenue.
Les pertes du 2nd Ox and Bucks comprenaient 103 tués pendant la bataille de la zone de débarquement. Le bataillon avait perdu la moitié de ses effectifs, les 4 compagnies de fusiliers étaient sévèrement diminuées et les sous-officiers devaient fréquemment agir en tant que commandants de peloton. Le bataillon a connu de très durs combats à Hamminkeln, où ses objectifs étaient la gare ferroviaire et les ponts sur la rivière Issel entre Hamminkeln et Ringenburg. Le lieutenant Hugh Clark a mené une charge à la baïonnette pour prendre un pont routier, ce qui lui a valu la Military Cross. Le CSM John Stevenson a reçu la Distinguished Conduct Medal pour avoir repoussé plusieurs attaques ennemies avec un peloton qu'il dirigeait sur la rive est de la rivière Issel. Le 2nd Ox and Bucks a capturé et tenu tous ses objectifs. Pendant les combats, les troupes allemandes ont déployé des drapeaux blancs de reddition puis ont ouvert le feu. Les Allemands ont lancé un certain nombre de contre-attaques, qui ont toutes été repoussées. Il y a eu un bombardement intensif de l'ennemi près du pont d'Issel. À minuit le 25 mars, les Cameronians (Scottish Rifles) ont relevé le bataillon et à 06h00 le 26 mars, l'unité était basée dans une ferme à l'ouest de Hamminkeln. Plus tard dans la matinée, le 2nd Ox and Bucks a été informé que la 6th Airborne Division mènerait l'avancée à travers l'Allemagne.
Le 2nd Ox and Bucks a pris une part importante dans l'avancée de 500 kilomètres de la division à travers l'Allemagne du Nord, principalement à pied. Le bataillon marcha jusqu'à Rhade puis à Coesfeld où il resta jusqu'au 31 mars ; il se dirigea ensuite vers Greven. La compagnie D, dirigée par le major, puis le colonel John Tillett, participe à de violents combats au canal Dortmund-Ems ; la compagnie sécurise la position et capture plus d'une douzaine de canons anti-aériens, mais subit des pertes dues aux tirs d'artillerie ennemis. L'avance s'est poursuivie à travers Ladbergen et alors que l'unité se déplaçait vers Lengerich, elle était assistée par les chars du 4e Bataillon (blindé), Grenadier Guards. L'une des compagnies du 2nd Ox and Bucks a essuyé un feu nourri de mitrailleuses dans les collines au nord-est de la ville. Après la prise de Lengerich, le bataillon se déplace vers Hasbergen, à l'ouest d'Osnabrück. Le 3 avril, la 2nd Ox and Bucks fut la première unité alliée à traverser la Weser, au cours de laquelle l'unité fut bombardée par l'artillerie de DCA ennemie. Après la traversée, le bataillon a capturé Wietersheim et a été impliqué dans des combats maison par maison pour sécuriser le village de Frille.
Le 8 avril, le 2e bataillon entame une longue marche vers Winzlar et passe dans la réserve du corps d'armée, étant remplacé à l'avant par la 15e division d'infanterie (écossaise). Le 2nd Ox and Bucks se déplaça en transport de Winzlar à Heitlingen. Le 14 avril, le bataillon avança à travers Celle et passa la nuit dans les bois avoisinants et le 15 avril, alors qu'il se déplaçait vers le village de Nettelkamp, à l'est d'Uelzen, il fut bombardé par des avions à réaction. Le 2nd Ox and Bucks a rencontré une forte résistance ennemie à Kahlstorf, près d'Emern, les 16 et 17 avril et a subi 25 pertes ; il y a eu de nombreuses attaques ennemies à la bombe et le bataillon s'est ensuite déplacé vers le hameau de Gross Pretzier. Le bataillon a traversé Rosche puis Katzien et était à Ebstorf du 23 au 29 avril. Après avoir quitté Ebstorf à pied, la D Company 2nd Ox and Bucks a pris la relève en tant que fer de lance de l'avancée de l'armée britannique à travers l'Allemagne du Nord. Quelques kilomètres au nord d'Ebstorf, la D Company 2nd Ox and Bucks a découvert un satellite du camp de concentration de Bergen Belsen. Ils reçurent l'ordre de continuer à poursuivre l'ennemi ; les gardes du camp avaient déjà fui. Le 30 avril, le 2nd Ox and Bucks traversa l'Elbe et l'avance se poursuivit à travers Nostorf, Schwartow et Lutterstorf jusqu'à Bad Kleinen, sur les rives du Schweriner See. Le 2 mai 1945, le 2nd Ox and Bucks se déplaça vers l'est le long des mêmes routes que les unités de l'armée allemande, avec leurs chars lourds, leurs véhicules de transport de troupes et leur artillerie lourde, se déplaçaient vers l'ouest, déterminées à se rendre à l'armée britannique et à échapper à l'armée soviétique. De nombreux soldats et réfugiés allemands ne purent se rendre dans la zone contrôlée par l'armée britannique et furent contraints à la captivité soviétique. Le bataillon rejoignit l'Armée rouge soviétique près du port baltique de Wismar le 3 mai 1945.
Le 2e Bataillon du Oxfordshire and Buckinghamshire Light Infantry a été choisi pour représenter l'armée britannique en fournissant la garde d'honneur commandée par le Major Sandy Smith, de la compagnie D, pour la rencontre entre le commandant britannique, le Maréchal Bernard Montgomery, et son homologue soviétique, Konstantin Rokossovsky, à Wismar, le 7 mai 1945. À Bad Kleinen, le bataillon participe à l'organisation de l'accueil des nombreux soldats allemands, y compris des divisions complètes, qui se sont rendus à l'armée britannique à cet endroit et d'environ 12 000 réfugiés qui ont fui vers le village depuis l'est. Pendant leur séjour à Bad Kleinen, de petits groupes du bataillon ont rendu visite aux unités de l'Armée rouge. Le 17 mai, des artilleurs de la 5e division d'infanterie britannique ont relevé le bataillon qui s'est ensuite installé dans l'ancienne caserne de cavalerie allemande à Lüneburg avant de rentrer au Royaume-Uni par avion le 18 mai 1945 et de retourner au Bulford Camp, dans le Wiltshire.

#### T-Force
Au cours du printemps et de l'été 1945, deux compagnies du 1st Buckinghamshire Battalion, ainsi que le 5th Battalion, King's Regiment (Liverpool), sont attachés à une unité secrète connue sous le nom de T-Force. Leur rôle était de localiser les scientifiques nazis et les installations de recherche militaire. La création de la T-Force avait été inspirée par l'auteur de James Bond, Ian Fleming, qui avait créé le 30 Assault Unit, qui travaillait aux côtés de la T-Force en Allemagne. Ils ont mené des enquêtes à Hanovre, Brême et Hambourg. Après la guerre, des éléments des Bucks qui avaient été rattachés à la T-Force ont été absorbés par la No.1 T Force qui a continué à rechercher des secrets militaires dans la Ruhr.

### Extrême-Orient 1944-45
Le 6e Bataillon, Oxford and Bucks Light Infantry, était une unité réservée aux hostilités, créée début juillet 1940, à partir d'un cadre de dix-huit officiers, cinq adjudants, cinquante-trois sous-officiers et soixante-cinq autres grades, presque tous issus de l'armée régulière. Le bataillon est affecté au 14e groupe d'infanterie, plus tard la 214e brigade d'infanterie indépendante (Home), servant aux côtés des 19e, 20e et 21e bataillons des Royal Fusiliers (City of London Regiment).
Au milieu de l'année 1942, le bataillon fut envoyé en Inde où il fit partie de la 74th Indian Infantry Brigade attachée à la 25e division indienne d'infanterie (25th Indian Infantry Division). Le 6th Ox and Bucks a servi sur le front d'Arakan pendant l'avancée sur la côte ouest de la Birmanie en 1944/45. Le bataillon a combattu à Akyab en 1944 et à la principale base japonaise de Tamandu en 1945. Après leur retour d'Allemagne en mai 1945, le 2nd Ox and Bucks devait être déployé en Extrême-Orient au sein du commandement de l'Asie du Sud-Est (South East Asia Command). Un détachement précurseur du 2nd Ox and Bucks, dirigé par le lieutenant Peter Gerahty, se trouvait en Inde en août 1945 pour préparer un assaut aéroporté sur la Malaisie lorsque les Japonais se sont rendus. Le 6th Ox and Bucks est dissous peu après la fin de la guerre, le 5 décembre 1945, et la plupart des hommes sont soit démobilisés (principalement ceux qui faisaient partie du bataillon depuis sa création), soit transférés au 1st Battalion, Royal Warwickshire Regiment.

### Afrique du Nord et Italie (1942-45)

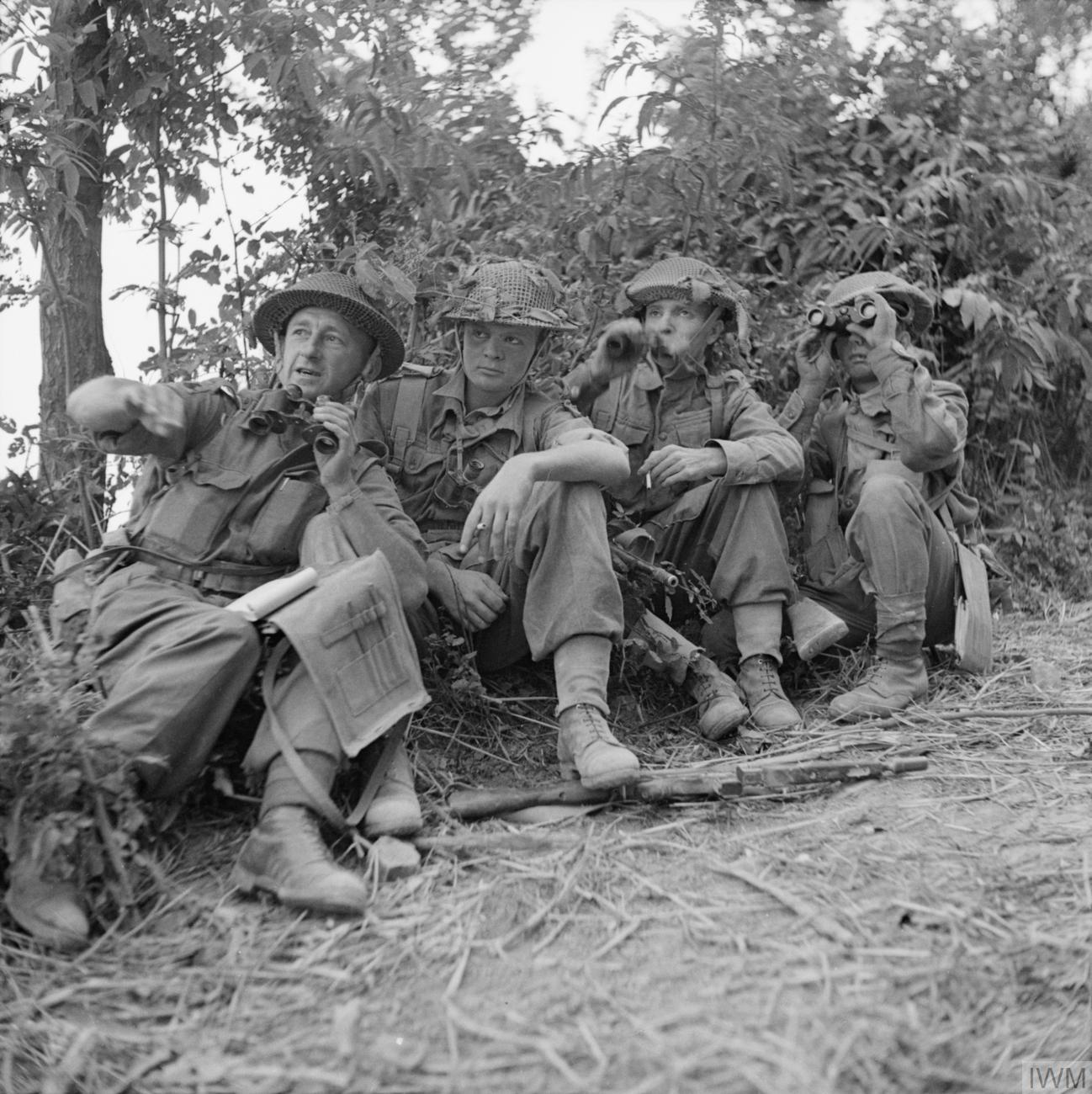
Les commandants de peloton du 7e Bataillon, Oxford and Bucks Light Infantry, de la 167e Brigade (Londres) de la 56e Division (Londres), planifient l'attaque du village de Gemmano, le 6 septembre 1944.

Le 50e bataillon (d'attente) était un bataillon d'hostilités seulement créé le 3 juin 1940, dont la tâche initiale était de " retenir " les hommes qui étaient médicalement inaptes, en attente d'ordres, en cours de formation ou de retour de l'étranger. En octobre 1940, le bataillon fut redésigné comme le 7e bataillon. En février 1941, il fait partie de la 167e brigade d'infanterie (Londres), servant aux côtés des 8e et 9e bataillons des Royal Fusiliers, tous deux des unités territoriales, et est rattaché à la 56e division d'infanterie (Londres) (56th (London) Infantry Division).
Peu avant de quitter le Royaume-Uni, le bataillon a été inspecté par le général Sir Bernard Paget, commandant en chef des forces intérieures, un officier qui avait servi avec le régiment avant et pendant la Grande Guerre et dont le fils, le lieutenant Tony Paget, servirait plus tard avec le 1er bataillon du régiment. Avec le reste de la division, ils quittent le Royaume-Uni à la fin du mois d'août 1942. La division a été envoyée au commandement de la Perse et de l'Irak (Persia and Iraq Command) et le bataillon a ensuite participé à la dernière bataille de la campagne de Tunisie en avril 1943. Le bataillon réussit une attaque à Enfidaville après un déplacement routier de 34 800 km depuis l'Irak. Lors de la campagne d'Italie, les 7th Ox and Bucks ont pris part aux débarquements de Salerne (Opération Avalanche) en septembre 1943, puis à celui d'Anzio (Opération Shingle) en février 1944. Ils ont subi de lourdes pertes lors des deux débarquements et sont passés sous le commandement de la 5e armée américaine (Fifth United States Army), dirigée par le lieutenant général Mark Wayne Clark, lors des deux débarquements.
Fin mars, la 167e Brigade, ainsi que le reste de la 56e Division, est transférée en Égypte pour se reposer et être remise en état. Après les combats d'Anzio, le 7e Ox and Bucks n'avait plus que 60 hommes, sur un effectif de 1 000, ce qui témoignait de l'intensité des combats dans la tête de pont. En raison des pertes subies, le 7e Bataillon était presque dissous pour permettre au 1er Bataillon du Welch Regiment, une unité de l'armée régulière, de rejoindre la 56e Division. Cependant, le 10e Bataillon, Royal Berkshire Regiment, de la 168e Brigade (Londres), le plus jeune bataillon de la division et dans un état encore pire que le 7e Ox and Bucks, fut choisi à la place, après que ce bataillon ait été réduit à seulement 40 hommes aptes au service.
Renforcé par un grand nombre de canonniers anti-aériens de l'Artillerie royale (Royal Artillery) qui trouvaient maintenant leurs rôles d'origine superflus, le bataillon retourna en Italie en juillet et combattit dans les sévères batailles autour de la Ligne Gothique près de Gemmano, subissant à nouveau de lourdes pertes. En raison des lourdes pertes subies récemment, le 23 septembre 1944, le 7th Ox and Bucks est réduit à un petit effectif et placé en "animation suspendue", transféré à la 168e Brigade non opérationnelle et les hommes sont utilisés comme remplaçants pour d'autres unités d'infanterie de la 56e Division, principalement pour les 2/5e, 2/6e et 2/7e bataillons du Régiment royal de la Reine (Queen's Royal Regiment (West Surrey)) de la 169e Brigade (Queen's). La raison de ce démantèlement était due à une grave pénurie de fantassins qui frappait l'armée britannique à l'époque, en particulier sur le théâtre méditerranéen.

### Autres bataillons du régiment
Après la retraite de Dunkerque et son évacuation vers l'Angleterre (opération Dynamo), le 4e bataillon est reformé et reste au sein de la 145e brigade jusqu'à ce que celle-ci soit dissoute en novembre 1943 et que le bataillon soit transféré à la 144e brigade d'infanterie (de réserve), faisant toujours partie de la 48e division, désormais désignée 48e division d'infanterie (de réserve) (478th Infantry (Reserve) Division) et responsable de la formation de toutes les nouvelles recrues de l'armée. Le 24 juillet 1944, il est transféré à la 213e Brigade, qui est ensuite redésignée 140e Brigade, faisant partie de la 47e Division d'infanterie (réserve) (47th Infantry (Reserve) Division), après la dissolution de la 140e Brigade originale. Le bataillon a joué un rôle d'entraînement en envoyant des troupes de remplacement à l'étranger et n'a plus jamais été en service actif. En 1943, le bataillon avait envoyé 46 officiers et 1 524 autres grades comme remplaçants.
Le 5th Ox and Bucks, faisant partie de l'armée territoriale (Army Reserve), a été levé peu avant le début de la guerre en septembre 1939. Le 5th Ox and Bucks a été levé en tant que duplicata de 2e ligne du 4th Battalion. Le bataillon a été affecté à la 184e brigade d'infanterie, 61e division d'infanterie. Le 5th Ox and Bucks a joué un rôle d'entraînement pendant toute la guerre et n'a pas connu de service actif en dehors du Royaume-Uni, à part un bref service en Irlande du Nord.

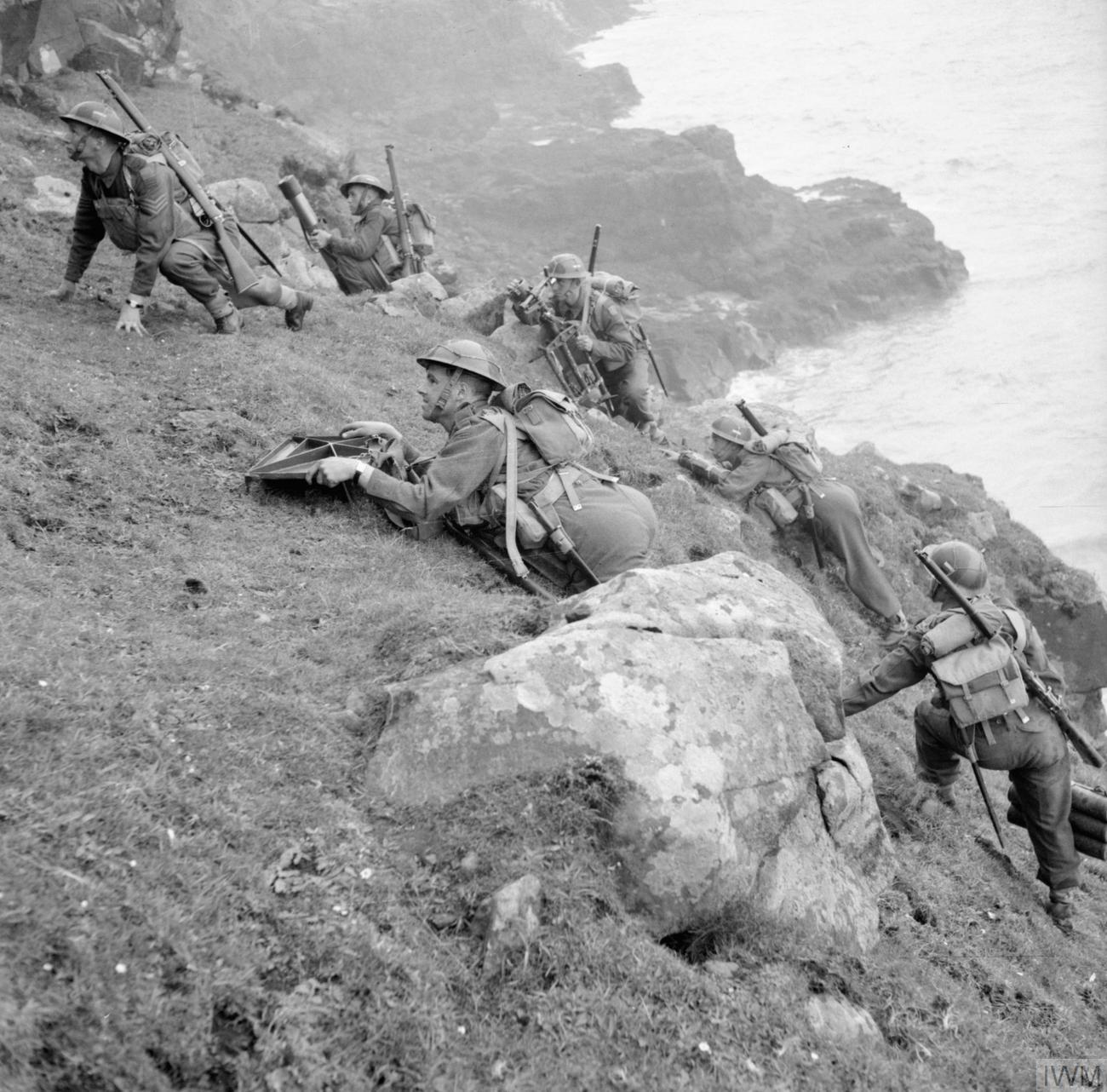
Des hommes du 5e Bataillon, Oxfordshire and Buckinghamshire Light Infantry, escaladent des falaises lors d'exercices d'endurcissement en bord de mer à Castlerock en Irlande du Nord, le 14 juillet 1941.

Le 2nd Buckinghamshire Battalion, une unité territoriale des Ox and Bucks, a été formé peu avant le début de la Seconde Guerre mondiale. Le 2nd Bucks faisait partie de la 184e brigade d'infanterie, 61e division d'infanterie. Le bataillon a servi de janvier 1940 à juin 1940 dans le cadre de la réserve de la garnison de Portsmouth. Le 2e bataillon Bucks, commandé par le lieutenant-colonel Edmund Richards, était stationné en Irlande du Nord à partir de juin 1940 où les préparatifs de guerre du bataillon comprenaient des exercices d'entraînement à Castledawson, dans le comté de Londonderry. Richards avait servi comme adjudant du 2nd Ox and Bucks (52nd) en Inde et avait reçu une Citation militaire (mentioned in despatches) pour son service en Birmanie avant la Seconde Guerre mondiale. Il a été décoré de l'Ordre de l'Empire britannique (OBE) en 1938. Il a servi en France avec le 1st Ox and Bucks (43rd) à partir de septembre 1939 et a été blessé pendant les combats. Richards, toujours connu sous le nom de " Baron ", était A/Lieutenant Colonel à la tête du 1st Ox and Bucks (43rd) avant d'être évacué de Dunkerque le 1er juin 1940. En février 1943, le 2nd bataillon Bucks quitta l'Irlande du Nord et retourna en Angleterre. Le 2nd Bucks est affecté en renfort aux bataillons déployés lors du débarquement en Normandie le 6 juin 1944. Le 2nd Bucks battalion est finalement dissous en juillet 1944.

## L'après-Seconde Guerre mondiale (1945-1966)
En octobre 1945, le 2e bataillon, qui fait partie de la 6e division aéroportée (6th Airborne Division), arrive en Palestine en tant que réserve stratégique impériale de la Grande-Bretagne au Moyen-Orient. La Palestine était dans un état politique très instable et le bataillon a été largement déployé sur des missions de sécurité intérieure et d'assistance aux autorités civiles pour maintenir la paix entre les différentes communautés. Le 2nd Ox and Bucks était initialement basé au camp de Mughazi, près de Gaza, puis à Ras-El-Fin, près de Tel Aviv et à Nathanya, près de Haïfa. Peu après son arrivée en Palestine, le lieutenant-colonel Mark Darell-Brown est blessé dans un accident de la route et le lieutenant-colonel Henry van Straubenzee le remplace comme commandant du 2nd Ox and Bucks (the 52nd). En mars 1946, le bataillon déménage au camp d'Alamein à Jérusalem. Le 15 avril 1946, la 6th Airlanding Brigade, dont le bataillon faisait encore partie, est renommée 31st Independent Infantry Brigade. Le 26 avril 1946, le bataillon porte ses bérets rouges pour la dernière fois, lors d'une parade d'adieu à la division. Le bataillon était stationné à Jérusalem lors de l'attentat à la bombe contre l'hôtel King David le 22 juillet 1946. Le 2nd Ox and Bucks se déplace à Athlit, près de Haïfa, en novembre 1946, puis à Zerca en Transjordanie avant de revenir à Jérusalem en janvier 1947. Le bataillon fait partie de la 8e brigade d'infanterie en mai 1947 et se déplace à Khassa, près de Gaza, en juillet 1947 et quitte la Palestine en septembre 1947.
Le 1er bataillon quitte la Rhénanie pour Berlin en novembre 1945. Le bataillon était basé à Seesen dans les montagnes du Harz de mars 1946 à mai 1946, date à laquelle il a déménagé à Lüneburg. En août 1946, le 1er bataillon a été déployé à Trieste - devenu l'année suivante le Territoire libre de Trieste - en tant que membre de la force américano-britannique. Le bataillon est parti en mai 1947.
En 1948, après l'indépendance de l'Inde, le gouvernement britannique a mis en œuvre d'importantes réductions dans le domaine de la défense,, ce qui a entraîné la suppression de tous les seconds bataillons de l'infanterie de ligne ou leur fusion avec leurs premiers bataillons, y compris les Ox et les Bucks. Le lieutenant-colonel Christopher Ward a commandé le 2nd Ox and Bucks (the 52nd) jusqu'en mai 1947. Le lieutenant-colonel CH Styles, qui s'était engagé dans le régiment peu après la fin de la Première Guerre mondiale, lui a succédé et a été le dernier commandant du 2nd Ox and Bucks (the 52nd). À la suite de la fusion, le régiment est rebaptisé 1er Bataillon The Oxfordshire and Buckinghamshire Light Infantry, 43rd and 52nd.
En juin 1949, le régiment se déplace en Grèce pendant la guerre civile dans ce pays. En octobre 1951, après une courte période à Chypre, le régiment est déployé dans la zone du canal de Suez sous contrôle britannique en Égypte. Là, le régiment, commandé par le lieutenant-colonel Peter Young, est en service actif pour assurer la sécurité intérieure. Après le débarquement, le régiment est basé pendant plusieurs jours dans un camp de transit à Port-Saïd, puis est transféré au camp Gordon à El Ballah. Le régiment a déménagé à Suez l'année suivante. Le colonel commandant du régiment, le général Sir Bernard Paget, a rendu visite au régiment en novembre 1952. Le régiment quitte Suez en avril 1953. Lors du couronnement de la Reine Elizabeth II le 2 juin 1953, la garde d'honneur de l'Oxfordshire and Buckinghamshire Light Infantry était commandée par le capitaine Tod Sweeney.
En 1950, un service de dédicace a été organisé dans la chapelle régimentaire de la cathédrale Christ Church, à Oxford, pour le tableau d'honneur et le tableau commémoratif régimentaire de la Seconde Guerre mondiale.
Le régiment est basé à Belfast Barracks, dans la ville d'Osnabrück, en Allemagne de l'Ouest, à partir de juillet 1953, en tant que partie de l'Armée britannique du Rhin (BAOR). En mai 1954, le général Sir Bernard Paget présente les nouveaux Queen's Colours au régiment à Osnabrück. Le 8 mai 1955, les anciens Queen's Colours sont remis au doyen de la cathédrale Christ Church par le général Sir Bernard Paget pour être mis en sécurité lors d'une cérémonie à la cathédrale Christ Church, Oxford. En octobre 1955, le régiment, dirigé par le lieutenant-colonel Antony Read, a commémoré le 200e anniversaire de la fondation du 52nd Light Infantry. Le défilé du bicentenaire, le 14 octobre 1955, comprenait le dernier défilé des anciennes couleurs. C'était le dernier défilé du général Sir Bernard Paget en tant que colonel commandant du régiment. Le chef d'orchestre Arthur Kenney a écrit une marche intitulée " The 52nd Colours " pour marquer l'occasion. Les anciens drapeaux du 52nd ont défilés pour la dernière fois ; au moment où ils ont été retirés du terrain de parade, on a sonné le Réveil en reconnaissance de l'existence continue du 52nd. Le chef de fanfare, devenu Major Arthur Kenney, a été chef de fanfare du 1st Oxford and Bucks de 1949 à 1958 et du 1st Green Jackets (43rd et 52nd) jusqu'en 1960, avant d'occuper le même poste au sein de l'Artillerie royale à Plymouth et enfin au sein des Welsh Guards ; il a pris sa retraite de l'armée en octobre 1969. Le régiment est retourné à Warley Barracks à Brentwood en juillet 1956.
Le 1st Oxford and Bucks devait être affecté à Hong Kong mais les événements en Égypte ont conduit le régiment à être déployé à Chypre où il a pris part à des opérations contre les terroristes de l'EOKA. Le 1st Oxford and Bucks est rappelé de permission et le 10 août 1956, il quitte Southampton sur le HMT Dilwara et arrive à Limassol le 20 août 1956. Le régiment s'installe à Nicosie, initialement basé à Strovolos puis au Camp Oxford, au sud de Nicosie. En novembre 1956, le régiment déménage au camp Buckingham, Polemidhia, près de Limassol. La situation politique à Chypre a considérablement changé depuis la dernière visite du régiment en 1951. Le régiment était déployé la plupart du temps à Chypre dans la région de Limassol où il avait remplacé le Norfolk Regiment et les Ox and Bucks utilisaient leur expérience acquise en Palestine après la Seconde Guerre mondiale. Le major général Sir John Winterton, colonel commandant, a rendu visite au régiment en avril 1957. Le 1er avril 1958, le régiment est passé de la brigade d'infanterie légère à la brigade des Green Jackets et le 7 novembre 1958, le régiment a été rebaptisé 1st Green Jackets (43rd and 52nd) et en mai 1959, il a quitté Chypre pour rentrer chez lui - la première fois qu'il était basé au Royaume-Uni depuis 1939. Le lieutenant-colonel Andrew Martin a eu la distinction d'être le dernier commandant de l'Oxfordshire and Buckinghamshire Light Infantry et le premier commandant du 1st Green Jackets (43rd and 52nd). Le dernier colonel commandant du régiment était le major général Sir John Winterton qui est également devenu le premier colonel commandant du régiment rebaptisé 1st Green Jackets (43rd and 52nd).

## Musée régimentaire
Le Soldiers of Oxfordshire Museum est basé à Woodstock, dans le Oxfordshire.

## Récipiendaires de la Croix de Victoria
- Sergent-major de compagnie Edward Brooks (2/4e Bataillon, Oxfordshire et Buckinghamshire Light Infantry)
- Caporal suppléant Alfred Wilcox (2/4th Battalion, Oxfordshire and Buckinghamshire Light Infantry)

## Autres informations
- Colonel-in-Chief: HM Carlos I du Portugal 20 February 1901 – 1908[121]
- Anniversaries: Waterloo (18 June)
- Alliances:
  - 52nd Regiment (Prince Albert Volunteers) – Canada
  - Le Régiment de Joliette – Canada
  - 43rd Battalion (The Hindmarsh Regiment) – Australie
  - Le Western Australia University Regiment
  - Le Hauraki Regiment – Nouvelle Zélande

## Honneurs de bataille
Les honneurs de bataille du régiment portés sur les couleurs sont les suivants:
- Premières guerres:
  - Quebec 1759, Martinique 1762, Havannah, Mysore, Hindoostan, Martinique 1794, Vimiera, Corunna, Busaco, Fuentes d'Onor, Ciudad Rodrigo, Badajoz, Salamanca, Vittoria, Pyrenees, Nivelle, Nive, Orthes, Toulouse, Peninsula, Waterloo, South Africa 1851–2–3, Delhi 1857, New Zealand, Relief of Kimberley, Paardeberg, South Africa 1900–02
- Première guerre mondiale:
  - Mons, Ypres 1914 '17, Langemarck 1914 '17, Nonne Bosschen, Somme 1916 '18, Cambrai 1917 '18, Piave, Doiran 1917 '18, Ctesiphon, Defence of Kut-al-Amara
- Seconde Guerre mondiale:
  - Cassel, Ypres-Comines Canal, Normandy Landing, Pegasus Bridge, Reichswald, Rhine, Enfidaville, Salerno, Anzio, Gemmano Ridge

## Colonels régimentaires
Les colonels du régiment étaient :
- 1881–1893 (1st Battalion): Gen. Hon. Sir Augustus Almeric Spencer (ex 43rd Foot)
- 1881–1889 (2nd Battalion): Gen. John Leslie Dennis (ex 52nd Foot)
- 1893–1913: Lt-Gen. Frederick Green Wilkinson
- 1913–1917: Lt-Gen. Sir Fiennes Middleton Colvile
- 1917–1918: Maj-Gen. Thomas Manbourg Bailie
- 1918–1946: Maj-Gen. Sir John Hanbury-Williams
- 1946–1955: Gen. Sir Bernard Charles Tolver Paget
- 1955–1958: Maj-Gen. Sir Thomas John Willoughby Winterton (jusqu'au 1st Green Jackets)
- 1958: Régiment redésigné comme 1st Green Jackets (43rd and 52nd)